# فرناندو ریس
فرناندو سارایوا ریس (زاده ۱۰ مارس ۱۹۹۰) وزنه‌بردار برزیلی است. او در بازی‌های المپیک تابستانی ۲۰۱۲ و ۲۰۱۶ شرکت کرد و در مجموع به ترتیب یازدهم و پنجم شد. وی در مسابقات جهانی ۲۰۱۸ مدال برنز گرفت و سه بار قهرمان بازی‌های پان امریکن است.

## حرفه
ریس در مسابقات جهانی وزنه‌برداری جوانان ۲۰۱۰ شرکت کرد که در آن موفق به کسب مدال برنز در یک‌ضرب و مقام چهارم در مجموع شد. این اولین مدال برزیل در مسابقات جهانی وزنه‌برداری بود. در همان سال وی در بازی‌های آمریکای جنوبی ۲۰۱۰ مدال نقره گرفت.
در آوریل ۲۰۱۱، آزمایش ریس از نظر متیل هگزانامین مثبت بود و به مدت شش ماه محروم شد. او دقیقاً به موقع، بازگشت و مدال طلا را در دسته ۱۰۵+ کیلوگرم در بازی‌های پان امریکن ۲۰۱۱ به دست آورد. او با این عملکرد به اولین وزنه‌بردار برزیلی تبدیل شد که در بازی‌های پان امریکن مدال طلا را از آن خود کرد.
رئیس در ابتدا در مسابقات المپیک ۲۰۱۲ در ۱۰۵+ کیلوگرم در جایگاه دوازدهم قرار گرفت، اما پس از آنکه آزمایش مجدد دوپینگ یاوهنی ژارناسک در سال ۲۰۱۶ مثبت شد، در جایگاه یازدهم ایستاد. در سال ۲۰۱۵، ریس با ثبت عنوان قهرمانی و ارتقای رکورد برزیل، مدال طلای بازی‌های پان امریکن را از آن خود کرد (یک‌ضرب: ۱۹۲ کیلوگرم، دوضرب: ۲۳۵ کیلوگرم، مجموع: ۴۲۷ کیلوگرم). ریس در مسابقات جهانی وزنه‌برداری ۲۰۱۵ در جایگاه دهم ایستاد و با ۱۹۵ کیلوگرم رکورد برزیل را در یک‌ضرب شکست.
در بازی‌های المپیک تابستانی ۲۰۱۶ وی در وزن ۱۰۵+ کیلوگرم مردان پنجم شد و رکورد پان امریکن را در دوضرب و مجموع (۱۹۵ در یک‌ضرب و ۲۴۰ در دوضرب، در مجموع ۴۳۵ کیلوگرم) شکست. وی در سال ۲۰۱۹ سومین مدال طلای متوالی خود را در بازی‌های پان امریکن ۲۰۱۹ در دسته ۱۰۹+ کیلوگرم بدست آورد.
در ۲۰ مارس ۲۰۲۱، فدراسیون بین‌المللی وزنه‌برداری اعلام کرد که نتایج رستم جنگابایف در مسابقات جهانی ۲۰۱۸ باطل شده‌است. سپس ریس در مجموع از مقام چهارم به سوم ارتقا یافت و مدال برنز گرفت و در یک‌ضرب و دوضرب چهارم شد. این اولین مدال برزیل در تاریخ مسابقات جهانی وزنه‌برداری بود.

## رکوردها
او در کارنامه‌اش ۵ رکورد پان امریکن را ثبت کرده و اکنون صاحب رکورد پان امریکن در یک‌ضرب، دوضرب و مجموع در وزن ۱۰۵+ کیلوگرم است.
یک‌ضرب: ۲۰۱ کیلوگرم (۲۰۱۸ سانتو دومینگو)
دوضرب: ۲۴۰ کیلوگرم (۲۰۱۶ ریو دو ژانیرو)
مجموع: ۴۴۰ کیلوگرم (۲۰۱۷ آناهایم)

## زندگی شخصی
ریس وزنه‌برداری را از ۱۱ سالگی شروع کرد. او از طرفداران اتومبیل‌رانی است و علاقه خاصی به آیرتون سنا دارد.

## نتایج
| سال                | مکان                           | رویداد         | یک‌ضرب          | یک‌ضرب          | یک‌ضرب          | یک‌ضرب          | دوضرب          | دوضرب          | دوضرب          | دوضرب          | مجموع          | رتبه           |
| سال                | مکان                           | رویداد         | ۱              | ۲              | ۳              | رتبه           | ۱              | ۲              | ۳              | رتبه           | مجموع          | رتبه           |
| بازی‌های المپیک     | بازی‌های المپیک                 | بازی‌های المپیک | بازی‌های المپیک | بازی‌های المپیک | بازی‌های المپیک | بازی‌های المپیک | بازی‌های المپیک | بازی‌های المپیک | بازی‌های المپیک | بازی‌های المپیک | بازی‌های المپیک | بازی‌های المپیک |
| ------------------ | ------------------------------ | -------------- | -------------- | -------------- | -------------- | -------------- | -------------- | -------------- | -------------- | -------------- | -------------- | -------------- |
| ۲۰۱۲               | لندن، بریتانیای کبیر           | ۱۰۵+ ک‌گ        | ۱۷۸            | ۱۸۰            | ۱۸۶            | ۱۲             | ۲۲۰            | ۲۲۵            | —              | ۱۱             | ۴۰۰            | ۱۱             |
| ۲۰۱۶               | ریو دو ژانیرو، برزیل           | ۱۰۵+ ک‌گ        | ۱۹۰            | ۱۹۵            | ۱۹۵            | ۵              | ۲۴۰ PMR        | ۲۴۵            | ۲۴۷            | ۵              | ۴۳۵ PMR        | ۵              |
| قهرمانی جهان       |                                |                |                |                |                |                |                |                |                |                |                |                |
| ۲۰۱۰               | آنتالیا، ترکیه                 | ۱۰۵+ ک‌گ        | ۱۵۵            | ۱۵۵            | ۱۵۵            | ۲۹             | ۱۹۰            | ۱۹۰            | —              | ۲۷             | ۳۴۵            | ۲۶             |
| ۲۰۱۱               | پاریس، فرانسه                  | ۱۰۵+ ک‌گ        | ۱۷۰            | ۱۷۶            | ۱۸۱            | ۲۰             | ۲۰۷            | ۲۱۲            | ۲۱۷            | ۱۶             | ۳۹۳            | ۱۷             |
| ۲۰۱۳               | وروتسواف، لهستان               | ۱۰۵+ ک‌گ        | ۱۸۲            | ۱۸۲            | ۱۸۸            | ۱۰             | ۲۲۳            | ۲۲۸            | ۲۳۰            | ۶              | ۴۱۰            | ۷              |
| ۲۰۱۴               | آلماتی، قزاقستان               | ۱۰۵+ ک‌گ        | ۱۸۲            | ۱۹۰            | ۱۹۰            | ۸              | ۲۲۵            | ۲۳۰            | ۲۳۵            | ۷              | ۴۲۰            | ۹              |
| ۲۰۱۵               | هیوستون، ایالات متحده آمریکا   | ۱۰۵+ ک‌گ        | ۱۹۰            | ۱۹۵            | ۱۹۵            | ۷              | ۲۳۰            | ۲۴۰            | ۲۴۰            | ۱۲             | ۴۲۵            | ۱۰             |
| ۲۰۱۷               | آناهایم، ایالات متحده آمریکا   | ۱۰۵+ ک‌گ        | ۱۹۲            | ۲۰۰ PMR        | ۲۰۴            | ۴              | ۲۴۰            | ۲۴۷            | ۲۴۸            | ۶              | ۴۴۰ PMR        | ۶              |
| ۲۰۱۸               | عشق‌آباد، ترکمنستان             | ۱۰۹+ ک‌گ        | ۱۹۳            | ۱۹۸            | ۲۰۱            | ۴              | ۲۳۵            | ۲۴۵            | ۲۴۶            | ۴              | ۴۳۶            | 3              |
| ۲۰۱۹               | پاتایا، تایلند                 | ۱۰۹+ ک‌گ        | ۱۸۵            | ۱۹۱            | ۱۹۲            | ۵              | ۲۲۵            | ۲۳۲            | ۲۳۶            | ۹              | ۴۲۴            | ۸              |
| بازی‌های پان امریکن |                                |                |                |                |                |                |                |                |                |                |                |                |
| ۲۰۱۱               | گوادالاخارا، مکزیک             | ۱۰۵+ ک‌گ        | ۱۷۶            | ۱۸۱            | ۱۸۵            | 1              | ۲۱۱            | ۲۱۶            | ۲۲۵            | 1              | ۴۱۰            | 1              |
| ۲۰۱۵               | تورنتو، کانادا                 | ۱۰۵+ ک‌گ        | ۱۸۰            | ۱۹۲            | ۱۹۵            | 1              | ۲۲۱            | ۲۳۵            | —              | 1              | ۴۲۷            | 1              |
| ۲۰۱۹               | لیما، پرو                      | ۱۰۹+ ک‌گ        | ۱۸۰            | ۱۸۵            | ۱۹۰            | 1              | ۲۱۲            | ۲۲۰            | ۲۳۰            | 1              | ۴۲۰            | 1              |
| قهرمانی پان امریکن |                                |                |                |                |                |                |                |                |                |                |                |                |
| ۲۰۱۰               | گواتمالا، گواتمالا             | ۱۰۵+ ک‌گ        | ۱۶۵            | —              | —              | ۴              | ۲۰۳            | —              | —              | ۵              | ۳۶۸            | ۴              |
| ۲۰۱۲               | آنتیگوا، گواتمالا              | ۱۰۵+ ک‌گ        | ۱۸۰            | ۱۹۰            | ۱۹۰            | 1              | ۲۲۰            | ۲۳۰            | ۲۳۵            | 1              | ۴۱۰            | 1              |
| ۲۰۱۳               | جزیره مارگاریتا، ونزوئلا       | ۱۰۵+ ک‌گ        | ۱۷۵            | ۱۸۰            | ۱۸۷            | 1              | ۲۱۷            | ۲۲۲            | ۲۲۷            | 1              | ۴۰۷            | 1              |
| ۲۰۱۴               | سانتو دومینگو، جمهوری دومینیکن | ۱۰۵+ ک‌گ        | ۱۸۰            | ۱۸۷            | ۱۹۱            | 1              | ۲۱۵            | —              | —              | —              | —              | —              |
| ۲۰۱۸               | سانتو دومینگو، جمهوری دومینیکن | ۱۰۵+ ک‌گ        | ۱۹۰            | ۱۹۶            | ۲۰۱ PMR        | 1              | ۲۲۶            | ۲۳۵            | ۲۴۵            | 1              | ۴۳۶            | 1              |